# Ölmos

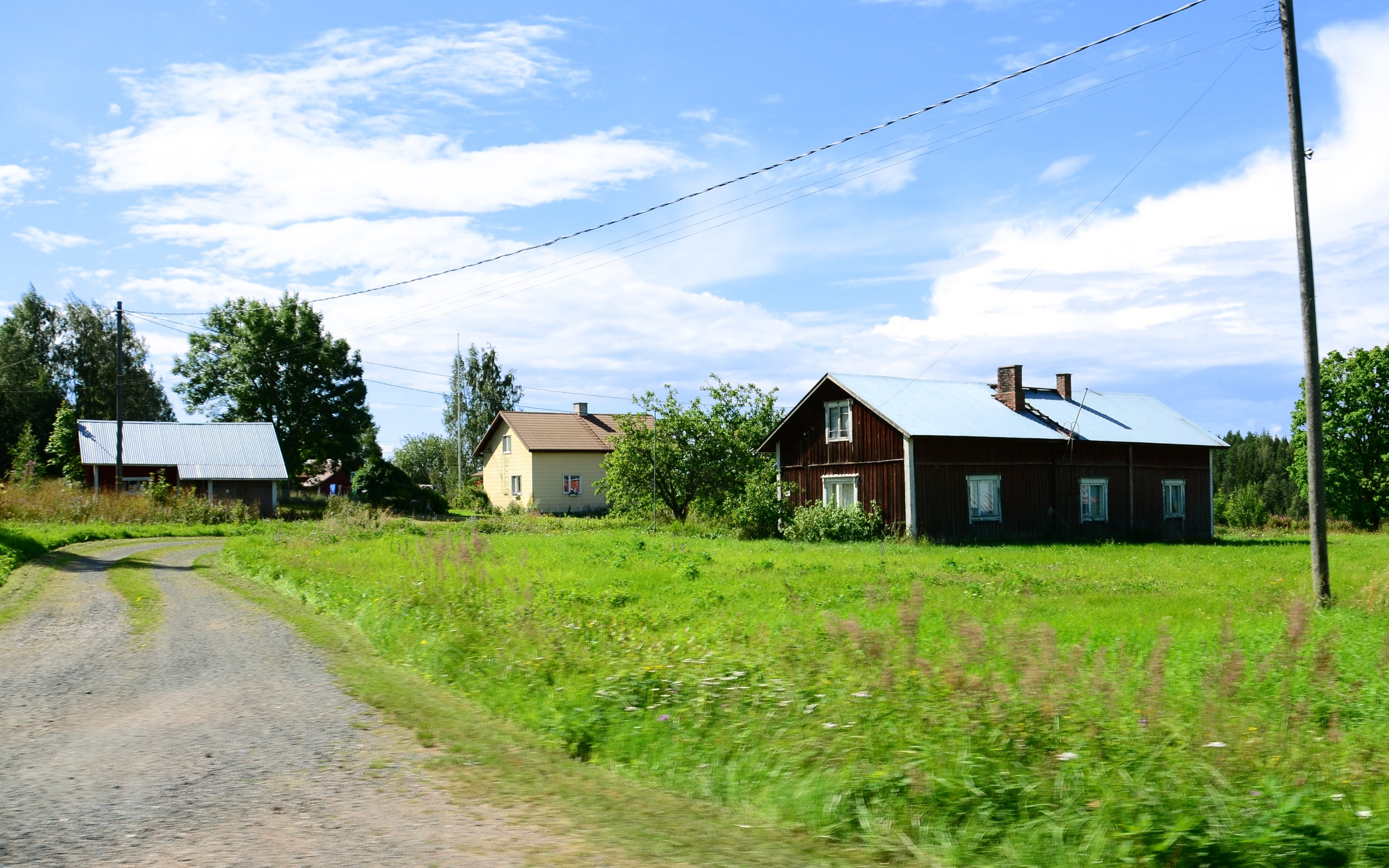
Överölmos by.

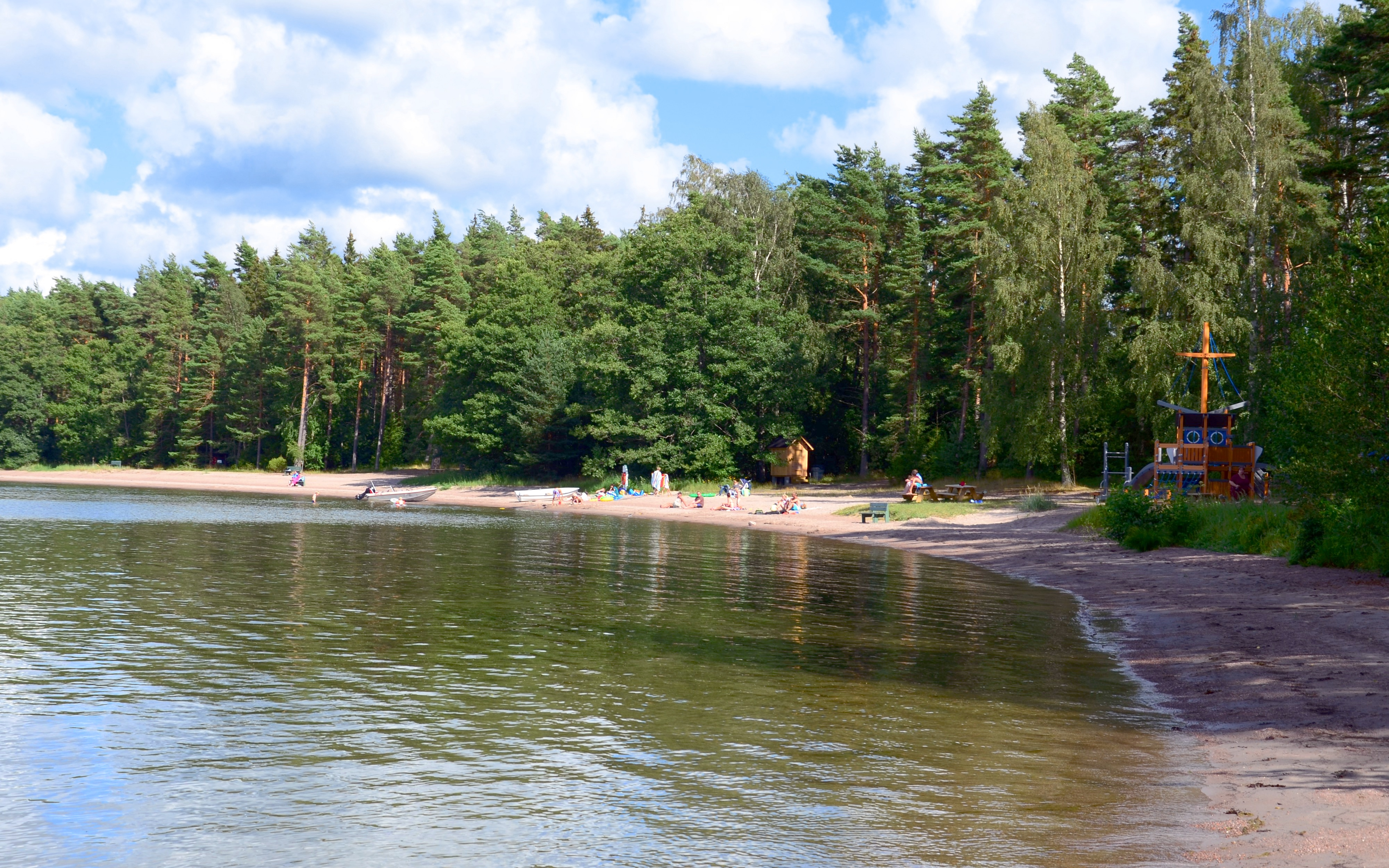
Simstranden på Ölmos Långsida var tidigare en viktig plats för notfiske.

Ölmos är en by i Dragsfjärd på Kimitoön i Egentliga Finland. Ölmos används även som namn på den del av Kimitoön som ligger väster om Dragsfjärden och inkluderar då förutom de båda gårdarna Ytter-Ölmos och Över-Ölmos även gårdarna Hammarsboda, Purunpää och Söderlångvik.

## Historia
Forngravar från stenåldern, bronsåldern och järnåldern vittnar om att området har varit befolkat under mycket lång tid. I början av 1500-talet började namnen Ölmoss, Hammarsboda och Purunpæ dyka upp på kartor. År 1614 fick rikskansler Axel Oxenstierna hela Kimito ö i gåva av Gustav II Adolf och ön fortsatte att vara i släkten Oxenstiernas ägo fram till 1681 då friherreskapet upplöstes och marken övertogs av järnbruket i Dalsbruk. År 1689 gick gårdarna Ytter-Ölmos, Över-Ölmos, Hammarsboda och Purunpää samman till byalaget Ölmos. I samband med att Amos Anderson köpte Söderlångvik av järnverket såldes även resten av Ölmos av till bönderna som därmed inte längre behövde utföra dagsverken åt järnverket.

## Etymologi
Den vanligaste teorin är att det ursprungliga namnet var Ölgmosa (Älgmossen). En annan teori är att namnet skulle vara bildat av de fornnordiska orden elm (svan) och os (mynning). Den sista teorin motsägs av att inga större vattendrag utmynnar i Ölmos.

## Geografi
Ölmos är ett vidsträckt område på ca 12×5 km eller totalt 60 km². Till Ölmos räknas också öarna i Bodholmsfjärden och Högland, Äspskär, Furuskär, Kolaskär, Helsingholmen, Sandön och Hamnholmen utanför Ölmos Långsida. Långsidan kallas den västra kusten som består av långa sandstränder. Mager sandjord och hällmark kännetecknar också stora delar av Ölmos. Från södra änden av Ölmosviken sträcker sig det så kallade Helveteskärret cirka två kilometer söderut.

## Fisket
De långsträckta sandbottnarna utanför Ölmos Långsida är mycket lämpade för notfiske. Fiske med not var en viktig näring i Ölmos sedan 1600-talet. Ett femtiotal så kallade varp (upplodade och kartlagda områden med slät botten för notdragning) finns dokumenterade. Notfisket bedrevs huvudsakligen på vintern via hål uppborrade i isen.